# التهاجن بين البشر والأنواع البشرية العتيقة
هناك أدلة على التزاوج بين البشر القدامى والحديثين خلال العصر الحجري القديم الأوسط وأوائل العصر الحجري القديم الأعلى. حدث التزاوج في العديد من الأحداث المستقلة التي شملت إنسان نياندرتال ودينيسوفان، بالإضافة إلى العديد من أشباه البشر غير المعروفين. في أوراسيا، حدث التزاوج بين إنسان نياندرتال ودينيسوفان مع البشر المعاصرين عدة مرات. تشير التقديرات إلى أن أحداث الانطواء في الإنسان الحديث قد حدثت منذ حوالي 47000-65000 سنة مع إنسان نياندرتال وحوالي 44000-54000 سنة مع إنسان دينيسوفان. عُثِر على الحمض النووي المشتق من الإنسان البدائي في جينومات معظم أو ربما كل المجموعات السكانية المعاصرة، متفاوتة بشكل ملحوظ حسب المنطقة. يمثل 1-4 ٪ من الجينوم الحديث للأشخاص خارج أفريقيا جنوب الصحراة، ملى الرغم من اختلاف التقديراة، مإما لا شيء أو ربما تصل إلى 0.3 ٪ - وفقًا لبحث حديث - لأولئك الموجودين في إفريقيا. هو الأعلى في شرق آسية، ممتوسط في الأوروبيية، مأقل في جنوب شرق آسيا. وفقًا لبعض الأبحاة، مهو أيضًا أقل لدى سكان ميلانيزيا مقارنة بكل من شرق آسيا والأوروبيين. ومع ذلة، مجدت أبحاث أخرى اختلاط نياندرتال أعلى في الأستراليين الميلانيزيية، مكذلك في الأمريكيين الأصليية، مقارنة بالأوروبيين (وإن لم يكن أعلى منه في شرق آسيا).
السلالة المشتقة من الدينيسوفان غائبة إلى حد كبير عن السكان الحديثين في إفريقيا وغرب أوراسيا. عُثِر على أعلى معدلاة، ملى حد بعية، من خليط دينيسوفان في أوقيانوسيا وبعض سكان جنوب شرق آسية، مع ما يقدر بنحو 4-6 ٪ من جينوم سكان ميلانيزيا المعاصرين مشتق من دينيسوفان. في حين أن بعض مجموعات Negrito في جنوب شرق آسيا تحمل خليط دينيسوفاة، ملا أن البعض الآخر لا يمتلك أيًا منهة، مثل Andamanese. بالإضافة إلى ذلة، مم العثور على آثار منخفضة من أسلاف مشتقة من الدينيسوفان في آسيا القارية، مع أسلاف دينيسوفان مرتفع في سكان جنوب آسيا مقارنة بسكان البر الرئيسي الآخرين. في إفريقية، مم العثور على أليلات قديمة تتوافق مع العديد من أحداث الاختلاط المستقلة في شبه القارة الهندية. من غير المعروف حاليًا من كان هؤلاء البشر الأفارقة القدامى. على الرغم من أن سرديات التطور البشري غالبًا ما تكون مثيرة للجدة، ملا أن أدلة الحمض النووي تظهر أنه لا ينبغي النظر إلى التطور البشري على أنه تقدم خطي أو متفرع بسية، مل مزيج من الأنواع ذات الصلة. في الواقة، مظهرت الأبحاث الجينومية أن التهجين بين السلالات المتباينة إلى حد كبير هو القاعدة، مليس الاستثناة، مي التطور البشري. علاوة على ذلة، مُقال أن التهجين كان قوة دافعة أساسية في ظهور الإنسان الحديث.

## علم الوراثة – نسبة التداخل الجيني
في 7 مايو 2010، وبعد تسلسل الجينوم لثلاثة من نياندرتالات فينديجا، تم نشر تسلسل أولي لجينوم النياندرتال، والذي كشف أن النياندرتال يشتركون في عدد أكبر من الأليلات مع سكان أوراسيا مقارنةً بسكان إفريقيا جنوب الصحراء. وفقًا للمؤلفين، فإن هذا التشابه الجيني الزائد يُفسّر بشكل أفضل من خلال تدفق جيني حديث من النياندرتال إلى البشر المعاصرين بعد هجرتهم من إفريقيا. قُدّرت نسبة الأصول المشتقة من النياندرتال في جينوم الأوراسيين بنحو 1–4%. قدّر دوران وآخرون (2011) هذه النسبة بـ 1–6% لدى غير الأفارقة، بينما قدّرها بروفر وآخرون (2013) بنحو 1.5–2.1%. قدّر لوهسي وفرانتز (2014) نسبة أعلى تتراوح بين 3.4–7.3% في أوراسيا. في عام 2017، عدّل بروفر وآخرون تقديرهم إلى 1.8–2.6% لدى غير الأفارقة خارج أوقيانوسيا.
وفقًا لدراسة لاحقة أجراها تشن وآخرون (2020)، فإن الأفارقة (وتحديدًا مجموعات مشروع «1000 جينوم» الإفريقية) يمتلكون أيضًا تداخلًا جينيًا من النياندرتال، حيث يُشكّل هذا التداخل نحو 17 ميغابايت، أي نحو 0.3% من جينومهم. وفقًا للمؤلفين، فإن الأفارقة حصلوا على هذا التداخل الجيني أساسًا من خلال هجرة عكسية لأشخاص (بشر معاصرون يحملون حمضًا نوويًا من النياندرتال) تفرّعوا عن الأوروبيين القدماء بعد الانقسام بين شرق آسيا وأوروبا. يُفترض أن هذه الهجرة العكسية حدثت قبل نحو 20,000 عام. مع ذلك، فإن بعض العلماء مثل عالم الوراثة ديفيد رايش يشكّك في مدى اتساع هذا التدفق الجيني إلى إفريقيا، حيث وصف الإشارة الوراثية من النياندرتال بأنها «ضعيفة للغاية».

### الجينوم المتداخل
أُثبت أن 50% من جينوم النياندرتال موجود لدى سكان الهند، و41% لدى الآيسلنديين. كانت التقديرات السابقة تُشير إلى أن نحو 20% من جينوم النياندرتال موجود في البشر الأوراسيين المعاصرين، فيما قدرت تقديرات أخرى النسبة بثلث الجينوم. كشفت دراسة في عام 2023 عن تداخل جيني من البشر المعاصرين إلى النياندرتال قبل نحو 250,000 سنة، وقدّرت أن نحو 6% من جينوم نياندرتال ألتاي تم وراثته من البشر المعاصرين.

### معدلات التداخل حسب المجموعات الفرعية
تم العثور على معدلات أعلى من التداخل الجيني من النياندرتال لدى سكان شرق آسيا مقارنةً بالأوروبيين، وتُقدّر هذه النسبة بنحو 20% زيادة لدى شرق آسيا. وقد يُفسَّر ذلك بحدوث أحداث تداخل إضافية في أسلاف شرق الآسيويين بعد انفصالهم عن الأوروبيين، أو بتخفيف التداخل الجيني لدى الأوروبيين بسبب اختلاطهم مع مجموعات سكانية ذات تداخل منخفض لاحقًا، أو بسبب ضعف فعالية الانتقاء التطهيري في أسلاف شرق الآسيويين نتيجة لصغر حجمهم السكاني الفعّال أثناء هجرتهم إلى شرق آسيا. مع ذلك، تشير النماذج المحاكاة إلى أن ضعف الانتقاء الطبيعي لا يفسر وحده ارتفاع نسبة التداخل لدى شرق آسيا، ما يدعم نماذج أكثر تعقيدًا تشمل دفعات إضافية من التداخل بين النياندرتال وأسلاف شرق الآسيويين. تشير هذه النماذج إلى دفعة أولى إلى الأسلاف الأوراسيين، تليها دفعة إضافية إلى أسلاف شرق الآسيويين بعد الانفصال. كما لوحظ وجود اختلاف بسيط ولكن مهم في نسب التداخل الجيني من النياندرتال بين المجموعات الأوروبية، بينما لا يوجد اختلاف كبير بين المجموعات شرق الآسيوية. قد أشار بروفر وآخرون (2017) إلى أن شرق الآسيويين يحملون نسبة أكبر من حمض النياندرتال النووي (2.3–2.6%) مقارنة بالأوراسيين الغربيين (1.8–2.4%).
في وقت لاحق، حدّد تشن وآخرون (2020) أن شرق الآسيويين لديهم 8% أكثر من تداخل النياندرتال، وهي نسبة أقل من التقديرات السابقة التي كانت تشير إلى 20%. يعود ذلك إلى أن التداخل المشترك مع الأفارقة كان يُخفى، لأن الأفارقة كانوا يُستخدمون كعينات مرجعية بناءً على الاعتقاد السابق بأنهم لا يحملون أي تداخل من النياندرتال. بالتالي، فإن أي تداخل مشترك مع الأفارقة أدى إلى تقليل تقدير نسب النياندرتال لدى غير الأفارقة، وخصوصًا الأوروبيين. يُرجّح المؤلفون أن دفعة واحدة من التداخل بعد الهجرة من إفريقيا هي التفسير الأبسط لازدياد التداخل في شرق آسيا، مع احتمال أن تكون الفروقات الحالية عائدة أيضًا إلى التخفيف لدى الأوروبيين. ومن حيث نسبة التسلسل الجيني المشتق من النياندرتال لكل مجموعة، فإن 7.2% من التسلسل في الأوروبيين مشترك حصريًا مع الأفارقة، بينما تبلغ النسبة 2% لدى شرق الآسيويين.
تشير التحليلات الجينومية إلى وجود انقسام عالمي في التداخل الجيني من النياندرتال بين سكان إفريقيا جنوب الصحراء والمجموعات البشرية الحديثة الأخرى (بما في ذلك سكان شمال إفريقيا)، وليس بين الأفارقة وغير الأفارقة. يشترك سكان شمال إفريقيا في فائض مماثل من الأليلات المشتقة مع النياندرتال مثلهم مثل السكان غير الأفارقة، بينما تُعتبر المجموعات جنوب الصحراء الكبرى هي الوحيدة التي لم تتعرض لتداخل جيني من النياندرتال بشكل عام. تبيّن أن الإشارة الجينية للنياندرتال بين سكان شمال إفريقيا تختلف حسب النسب النسبية من الأصول شمال الإفريقية والأوروبية والشرق أوسطية وجنوب الصحراء الكبرى. باستخدام تحليل النسبة الإحصائية F4، لوحظ أن أعلى نسب تداخل جيني من النياندرتال وُجدت لدى السكان ذوي الأصول شمال الإفريقية الأصلية مثل البربر التونسيين (بنسبة تعادل أو تتجاوز نظيرتها في أوراسيا 100–138%)، ونسب مرتفعة لدى السكان الذين يحملون أصولًا أوروبية أو شرق أوسطية أكبر مثل مجموعات شمال المغرب ومصر (~60–70%)، وأدنى نسب لدى السكان الذين يحملون نسبًا أكبر من أصول جنوب الصحراء مثل جنوب المغرب (20%).
لذلك، افترض كوينتو وآخرون (2012) أن وجود هذه الإشارة الجينية للنياندرتال في إفريقيا لا يعود إلى تدفق جيني حديث من الشرق الأدنى أو أوروبا، إذ أنها أعلى لدى السكان الذين يحملون أصولًا محلية تعود إلى ما قبل العصر الحجري الحديث. كما لوحظت نسب منخفضة لكن ذات دلالة من التداخل الجيني من النياندرتال لدى الماساي في شرق إفريقيا. وعد تحديد نسب الأصول الإفريقية وغير الإفريقية لدى الماساي، يمكن استنتاج أن التدفق الجيني من بشر غير أفارقة بعد النياندرتال هو مصدر هذه الإضافة، إذ يمكن تتبع نحو 30% من جينوم الماساي إلى هذا التداخل منذ نحو 100 جيل مضى.
يُصرّح ديفيد رايش بأن جميع البشر المعاصرين خارج إفريقيا جنوب الصحراء الكبرى يحملون نحو 2% من أصولهم الجينية من النياندرتال.